# Oblężenie Pietropawłowska
Oblężenie Pietropawłowska – oblężenie Pietropawłowska leżącego na Kamczatce, trwające od 28 sierpnia do 7 września 1854 roku. Oblężenie miało być informacją dla cara Mikołaja I, że jego przeciwnicy zagrażają nie tylko obszarom leżącym na terenie Europy, lecz także w każdym wybranym przez nich miejscu terytorium Imperium Rosyjskiego.

## Siły rosyjskie

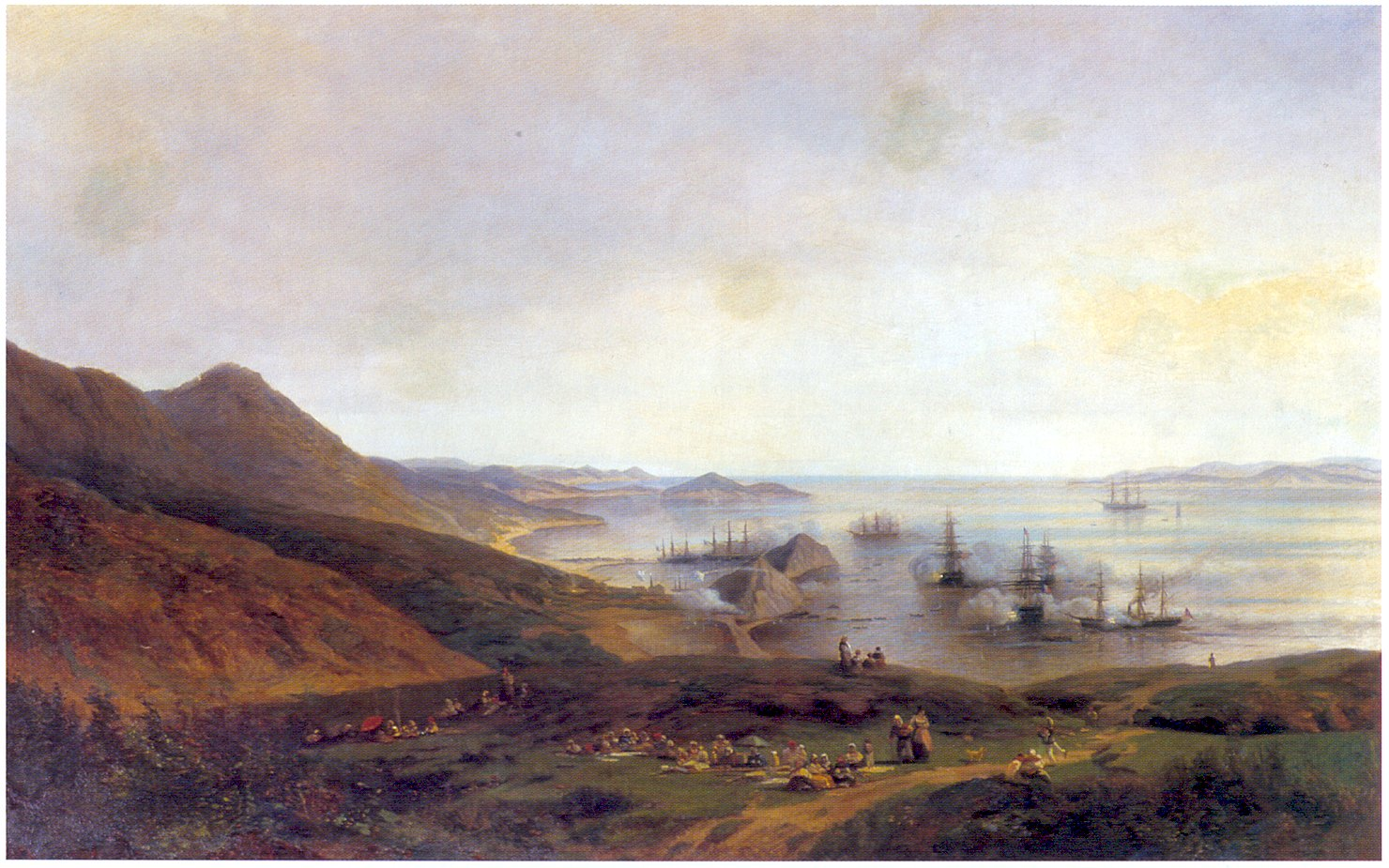
Oblężenie Pietropawłowska

W mieście Rosjanie utrzymywali faktorię i wojskową załogę; komendantem był admirał Wasilij Zawojko. Już od początku wojny krymskiej w 1854 roku Rosjanie zaczęli umacniać fortyfikacje. Ustawiono baterie artyleryjskie oraz zwiększono liczbę posterunków obserwacyjnych. Zaczęto też gromadzić żywność w magazynach. Do dyspozycji obrońców były dwa okręty, Aurora i Dwina, oraz 68 dział w 7 bateriach.

## Brytyjskie rozpoznanie
Brytyjski dowódca admirał David Price dokonał rozpoznania miasta ze statku pod amerykańską banderą. Stan rosyjskiej obrony wzbudził w nim niepokój; uznał, że wszystkie baterie są dobrze rozmieszczone, co sprawiało, że mogły stać się poważnym zagrożeniem dla jego floty. Widząc to postanowił działać bardzo ostrożnie i przemyślał dokładnie plan ataku na twierdzę.

## Początek oblężenia

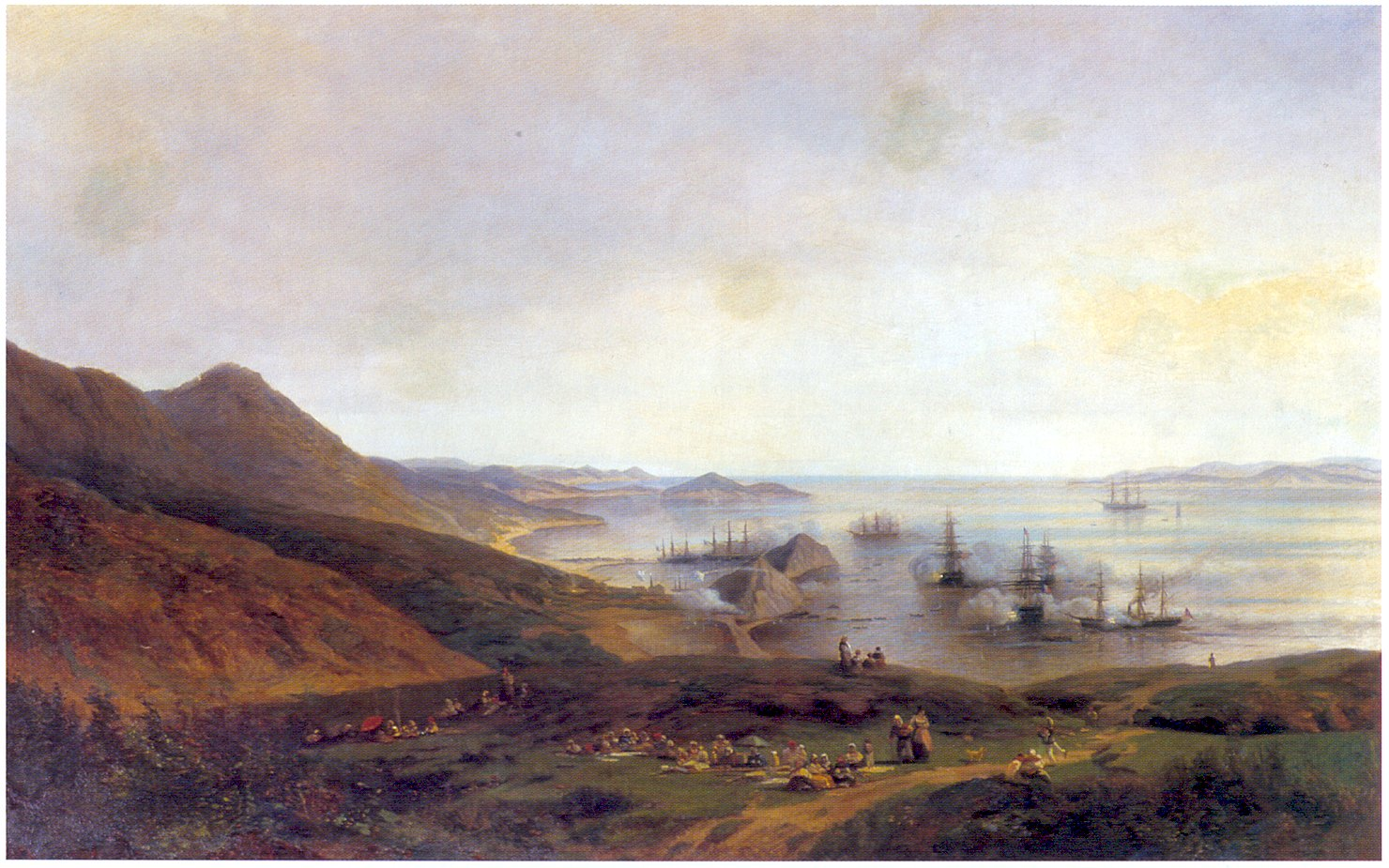
Oblężenie Pietropawłowska

Wieczorem 28 sierpnia na horyzoncie zauważono siedem brytyjsko-francuskich okrętów. Wszystkie statki liczyły ok. 2,6 tys. marynarzy i żołnierzy. Następnego dnia okręty sprzymierzonych rzuciły kotwicę pod miastem. Walka rozpoczęła się 30 sierpnia, również wtedy doszło do niespodziewanego wydarzenia. W niewyjaśnionych okolicznościach zginął admirał Price. Możliwe, że popełnił on samobójstwo strzelając sobie w serce. Pogrzeb, który odbył się 2 września, wpłynął również na plan ataku na rosyjskie pozycje, ponieważ dopiero po uroczystości oficerowie dowiedzieli się od amerykańskich żołnierzy o ukształtowaniu terenu wokół Pietropawłowska.
W czasie walk często dochodziło do pojedynków na białą broń pomiędzy żołnierzami desantów a obrońcami miasta. Wymiana ognia artyleryjskiego doprowadziła do zniszczenia umocnień polowych miasta, ale również spowodowała śmierć wielu żołnierzy wojsk sprzymierzonych. Po kilkunastu dniach zaciekłych walk wojska francusko-brytyjskie doszły do wniosku, że nie uda im się zdobyć miasta i postanowiły odpłynąć. Decyzja ta zaskoczyła Rosjan przekonanych, że będą zmuszeni do odparcia jeszcze wielu ataków brytyjskich i francuskich żołnierzy.

## Powrót pokonanych
Powracający do ojczystych portów Brytyjczycy i Francuzi byli chłodno witani przez rodaków, którzy uważali, że zostali oni pokonani przez dużo słabszego przeciwnika. Oficerów oskarżano o złe dowodzenie oraz niechęć do podejmowania decyzji. Żołnierzom niższej rangi zarzucano zaś brak dyscypliny, a nawet tchórzostwo.

## Skutki bitwy
W trakcie oblężenia zginęło ok. 450 żołnierzy sprzymierzeńców i ok. 96 żołnierzy rosyjskich. Obrona miasta była powodem do dumy dla Rosjan, którzy szczycili się tym, że mały garnizon na krańcach Imperium zdołał się obronić przed atakiem liczniejszego przeciwnika. Udana obrona Pietropawłowska przeszła do historii rosyjskiego oręża jako pierwsze wielkie zwycięstwo odniesione na Oceanie Spokojnym.